# Die Bergkameraden
Die Bergkameraden waren eine deutsche Musikformation aus dem Bereich Volksmusik und Schlager.
Die Gruppe bestand in der Bühnenformation aus sechs Sängern, die vormals Mitglieder der Regensburger Domspatzen und des Tölzer Knabenchors waren. Die Gruppe wurde im Jahr 2007 von Cornelius von der Heyden gegründet und erreichte 2008 den zweiten Platz des Alpen Grand Prix als bester deutscher Beitrag. Seit 2009 traten sie mit dem Sänger Oswald Sattler auf und gewannen mit ihm gemeinsam mit dem Titel Ich träume von der Heimat den deutschen Vorentscheid für den Grand Prix der Volksmusik 2009, bei dem sie Zweiter wurden. Beim 25. Grand Prix der Volksmusik 2010 belegten sie in Wien mit dem Titel Cantata di montagna den dritten Platz.
2012 unterzeichneten sie einen Plattenvertrag bei der Firma Telamo und wurden seitdem über Sony Music vertrieben.

## Musikwettbewerbe
- 2008: 1. Platz Alpen Grand Prix, Deutscher Vorentscheid, Vilshofen a. d. Donau
- 2008: 2. Platz Alpen Grand Prix, Finale, Meran, Südtirol
- 2008: 3. Platz Musikantenstadl-Nachwuchswettbewerb, Olympiahalle München
- 2009: 2. Platz beim Finale des Grand Prix der Volksmusik, München
- 2010: 3. Platz beim Finale des Grand Prix der Volksmusik, Wien
- 2011: 1. Preisträger Herbert-Roth-Preis des MDR, in der Kategorie „Junge Gruppen“
- 2013: 1. Platz SWR4-Hitparade „Jahressieger 2013“ mit dem Titel Heimatsterne

## Diskografie
- 2009: Montana libre, Debütalbum der Bergkameraden mit dem Grand-Prix-Titel Ich träume von der Heimat von Andy L. Lütolf (Koch/Universal)
- 2010: Montana libre – Grand Prix Edition, Neuauflage des Debütalbums (Koch/Universal)
- 2012: Solang das Feuer brennt (Edel)
- 2012: Weihnacht verzaubert die Welt (Telamo/Sony Music)
- 2013: Heimatsterne (Telamo)